# Diffúziós Monte-Carlo-módszer
A diffúziós Monte-Carlo-módszer (DMC) egy kvantum Monte-Carlo-módszer, mely a Green-függvényt használja a Schrödinger-egyenlet megoldására.
A DMC numerikusan egzakt eljárás, ami azt jelenti, hogy megtalálja az egzakt alapállapotú energiákat egy adott hibahatáron belül bármely kvantumrendszernél.
A gyakorlati számításnál, bozonok esetében, az algoritmus polinomokkal fejezi ki a rendszer méretét, míg fermionok esetében exponenciális kifejezésekkel operál. Ezért igen nagy egzakt szimulációk nem lehetségesek fermionok esetében, ennek ellenére megfelelő (fix-csomópontos) közelítésekkel egész jó eredmények érhetők el.

## A projektor módszer
Tekintsük a Schrödinger-egyenletet egy részecskére egy dimenzióban:
{\displaystyle i{\frac {d\Psi (x,t)}{dt}}=-{\frac {1}{2}}{\frac {d^{2}\Psi (x,t)}{dx^{2}}}+V(x)\Psi (x,t).}
Sűríthetjük a kifejezést egy kissé operátor egyenletként felírva:
{\displaystyle H=-{\frac {1}{2}}{\frac {d^{2}}{dx^{2}}}+V(x)}.
így kapjuk:
{\displaystyle i{\frac {d\Psi (x,t)}{dt}}=H\Psi (x,t),}
Ahol H egy operátor, és nem egy egyszerű szám vagy függvény. Vannak speciális függvények, a sajátfüggvények, melyekre igaz: {\displaystyle H\Psi (x)=E\Psi (x)}, ahol E egy szám. Ezek azért speciálisak, mert nem számít, hol alkalmazzuk a H operátort a hullámfüggvényre, mindig ugyanazt az E számot kapjuk. Ezeket a függvényeket állandó állapotoknak hívják, mert az idő szerinti deriváltjaik bármely x pontban ugyanaz, úgy hogy a hullámfüggvény amplitúdója sosem változik az időben. Mivel a hullámfüggvény fázisa nem mérhető, a rendszer nem változik az időben.
Általában a hullámfüggvény a legalacsonyabb sajátérték energia állapotban érdekes számunkra, vagyis az alapállapotban.
Egy kissé más verzióját írjuk fel a Schrödinger-egyenletnek, melynek hasonló energia sajátértéke van, de ez nem oszcillál, hanem konvergens.:
{\displaystyle -{\frac {d\Psi (x,t)}{dt}}=(H-E_{0})\Psi (x,t)}.
A képzetes számot eltávolítottuk a deriváltból, és egy {\displaystyle E_{0}} offset állandót adtunk hozzá., mely az alapállapotú energia. Nem ismerjük az aktuális alapállapotú energiát, de lesz rá mód, hogy meghatározzuk. A módosított egyenlet (hívják még: képzetes idejű Schrödinger-egyenletnek) van néhány érdekes tulajdonsága.
Először is ha becsülni akarnánk az alapállapotú hullámfüggvényt, akkor
{\displaystyle H\Phi _{0}(x)=E_{0}\Phi _{0}(x)}
és az idő szerinti derivált zéró.
Tegyük fel, hogy egy másik hullámfüggvénnyel indulunk ({\displaystyle \Psi }), mely nem alapállapotú, de nem is ortogonális hozzá. Ekkor felírhatjuk, mint a sajátfüggvény egy lineáris összegét:
{\displaystyle \Psi =c_{0}\Phi _{0}+\sum _{i=1}^{\infty }c_{i}\Phi _{i}}
Mivel ez egy lineáris differenciálegyenlet, minden részt külön tekinthetünk. Már eldöntöttük, hogy a {\displaystyle \Phi _{0}} állandó. Vegyük a {\displaystyle \Phi _{1}}-t. Mivel {\displaystyle \Phi _{0}} a legalacsonyabb energia sajátfüggvény, a kapcsolódó sajátfüggvény {\displaystyle \Phi _{1}}-t kielégíti a : {\displaystyle E_{1}>E_{0}}. tulajdonságot. Ezért a {\displaystyle c_{1}} deriváltja negatív, és végül tart a zéróhoz. Ez elvezet az {\displaystyle E_{0}} meghatározásához. Megfigyelhetjük a hullámfüggvény amplitúdóját az idő múlásával. Ha nő, akkor csökken az offset energia becsült értéke, ha pedig csökken az amplitúdó, akkor nő az offset energia becsült értéke.

## Sztochasztikus implementáció
Most már van egy egyenletünk, mely az idő múlásával és az {\displaystyle E_{0}} megfelelő beállításával, megtalálhatjuk bármely adott Hamilton-operátor alapállapotát.
Ez még mindig egy nehezebb feladat, mint a klasszikus mechanika, de ahelyett, hogy egyedi részecskék terjedésével foglalkoznánk, a teljes függvény terjedését kell vizsgálnunk. A klasszikus mechanikában, szimulálhatjuk a részecskék mozgását a következő állítással:
{\displaystyle x(t+\tau )=x(t)+\tau v(t)+0.5F(t)\tau ^{2}}, ha feltételezzük, hogy a teljes {\displaystyle \tau } idő alatt az erő állandó. A képzetes idejű Schrödinger-egyenletnél ehelyett a konvolúciós integrált használunk egy speciális függvénnyel, mely a Green-függvény, így kapjuk:
{\displaystyle \Psi (x,t+\tau )=\int G(x,x',\tau )\Psi (x',t)dx'}.
hasonlóan a klasszikus mechanikához, csak kis időtartományokkal haladunk előre, máskülönben a Green-függvény nem lesz pontos.
Amint a részecskék száma nő, az integrál dimenziói is nőnek, mivel az összes részecske minden koordinátájában kell integrálni. Az integrálást a Monte-Carlo-integrálással végezhetjük el.